# Little Fish (film, 2005)
Pour le film de 2020, voir Little Fish (film, 2020).
Pour plus de détails, voir Fiche technique et Distribution.
Little Fish est un film australien réalisé par Rowan Woods, sorti en 2005.

## Synopsis
Tracy Heart est une ex-junkie de Sydney qui a réussi à se sortir de sa dépendance à l'héroïne. Elle aide, sans succès, son beau-père Lionel à faire de même et cherche à réunir de l'argent pour faire d'elle la partenaire commerciale de son patron mais ses demandes de prêts sont rejetées par les banques en raison de son passé trouble.
C'est alors que son ancien petit ami, Jonny Nguyen, revient dans sa vie après avoir disparu pendant quatre ans. Jonny prétend s'être lui aussi rangé, avoir un bon travail et pouvoir lui apporter l'argent dont elle a besoin. Malgré les doutes de sa mère Janelle, Tracy reprend son histoire d'amour avec lui. Elle découvre alors qu'il lui a menti et qu'il est impliqué avec Ray, le frère de Tracy, dans un trafic de drogue avec la pègre locale de Brad Thompson. Tracy a néanmoins un besoin urgent de cet argent et accepte de s'impliquer dans le trafic.

## Fiche technique
- Titre original : Little Fish
- Réalisation : Rowan Woods
- Scénario : Jacquelin Perske
- Photographie : Danny Ruhlmann
- Montage : Alexandre de Franceschi et John Scott
- Musique : Nathan Larson
- Décors : Luigi Pittorino
- Costumes : Melinda Doring
- Production : Vincent Sheehan, Liz Watts et Richard Keddie
- Sociétés de production : Porchlight Films, Australian Film Finance Corporation, Mullis Capital Independent, New South Wales Film & Television Office, Myriad Pictures et Dirty Films
- Pays d'origine :  Australie
- Langue originale : anglais, vietnamien
- Format : Couleurs - 1,85:1 - Dolby Digital
- Genre : Drame
- Durée : 114 minutes
- Date de sortie : 
  -  Australie : 8 septembre 2005

## Distribution

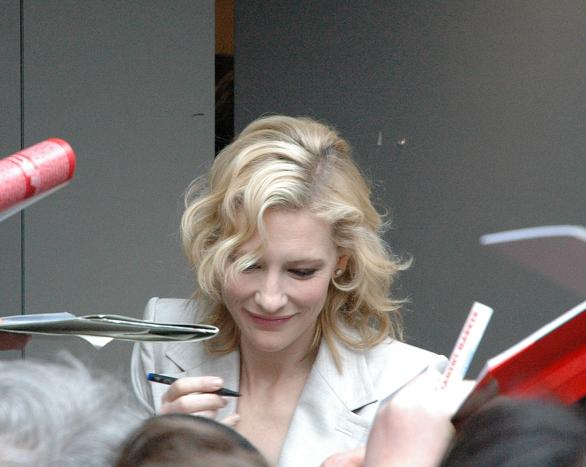
L'actrice principale Cate Blanchett à la Berlinale 2005.

- Cate Blanchett : Tracy Heart
- Hugo Weaving : Lionel Dawson
- Sam Neill : Brad Thompson
- Dustin Nguyen : Jonny Nguyen
- Noni Hazlehurst : Janelle Heart
- Martin Henderson : Ray Heart
- Joel Tobeck : Steven Moss
- Lisa McCune : Laura
- Susie Porter : Jenny Moss

## Accueil
Il a rapporté lors de son exploitation au cinéma en Australie plus de 3 745 000 dollars australiens.
Il a reçu un accueil critique très favorable, recueillant 86 % d'avis positifs, avec une note moyenne de 6,6/10 et sur la base de 22 critiques collectées, sur le site Rotten Tomatoes. Sur Metacritic, il obtient un score de 77/100 sur la base de 9 critiques collectées.
En 2005, il a été nommé dans 13 catégories et a remporté 5 récompenses lors des AFI Awards : meilleure actrice (Cate Blanchett), meilleur acteur (Hugo Weaving), meilleure actrice dans un second rôle (Noni Hazlehurst), meilleur montage et meilleur son.